# فرهنگ لاتین لوئیس و شرت
یک لغت‌نامهٔ لاتین (به انگلیسی: A Latin Dictionary) یا فرهنگ لاتین هارپر (به انگلیسی: Harpers' Latin Dictionary) که گاهی از آن با نام Lewis and Short و به‌اختصار L&S یاد می‌شود، یک فرهنگ‌لغت لاتین محبوب به‌زبان انگلیسی است که به‌دست انتشارات هارپر در نیویورک در سال ۱۸۷۹ منتشر شده‌است و به‌موازات آن در بریتانیا به‌دست انتشارات دانشگاه آکسفورد نیز.

## تاریخچه
این اثر از روی نام مؤلفانش، چارلتون توماس لوئیس و چارلز شُرت، معمولاً با نام Lewis and Short نامیده می‌شود. این اثر برگرفته شده‌است از ترجمهٔ انگلیسیِ آقای اتان آلن اندروز از یک فرهنگ لاتین-آلمانی قدیمی‌تر به نام Wörterbuch der Lateinischen Sprache تألیف لغت‌شناس آلمانی ویلهلم فرویند که آن‌هم به‌نوبهٔ خود برگرفته از فرهنگ لاتین-آلمانیِ آقای ایمانوئل شِلِر (۱۷۸۳) بود. ترجمهٔ آقای اندروز تااندازه‌ای به‌دست خودِ آقای فرویند و سپس هانری درایسلر تصحیح گردید و در پایان آقایان شُرت و لوئیس آن را ویرایش نمودند.
تقسیم کار میان این دو ویراستار تااندازهٔ قابل‌توجهی نابرابر بوده‌است. آقای شُرت، ویراستاری بسیار دقیق اما کُند، مواد و داده‌های لازم را برای حروف A تا C آماده کرد اما انتشارات هارپر مدخلهای B و C را گُم کرد و این بدان معنا بود که کار آقای شُرت تنها منحصر به مدخل A است که مشتمل‌بر ۲۱۶ صفحه می‌شود؛ درحالی‌که لوئیس، که در گاهِ فراغت از مشغله‌های وکالتی‌اش به کار می‌پرداخت، به‌تنهایی مدخلهای B تا Z را نگاشت که مشتمل‌بر ۱۸۰۳ صفحه می‌شوند. در ۱۸۹۰ لوئیس یک نسخهٔ بسیار فشردهٔ لغت‌نامه‌اش را ـ که موسوم به An Elementary Latin Dictionary باشد ـ بهرِ استفادهٔ دانش‌آموزان منتشر کرد و گاهی از آن با عنوان Elementary Lewis نام برده می‌شود و تاکنون نیز چاپ می‌شود.
اقتباس این کتاب توسط انتشارات دانشگاه آکسفورد، درواقع، نتیجهٔ شکست پروژهٔ این انتشارات در تألیف یک فرهنگ لاتین-انگلیسی نو در ۱۸۷۵ بود. هانری نتلشیپ و جان مِیِر مؤظف شده بودند تا برپایهٔ مطالعهٔ تازه‌ای از متون تاریخی لاتین، یک لغت‌نامهٔ جدید لاتین تألیف کنند، اما با کناره‌گیری مِیِر از پروژه، نتلشیپ قادر نبود به‌تنهایی از عهدهٔ کار برآید؛ و در نهایت تحقیقاتش را به‌عنوان تحشیه‌هایی بر کار لوئیس و شُرت منتشر کرد. باوجودآنکه انتشارات نامبرده پیش‌تر ترجمهٔ جان ریدل از فرهنگ لاتین-آلمانیِ شِلِر را منتشر کرده بود، این کتاب بسیار گران‌قیمت‌تر بود. برای همین، این انتشاراتْ فرهنگ لاتینِ لوئیس و شرت را چون راه‌حلی میانه اقتباس کرد؛ و ازبرای همین به انتشارات هارپر ده درصد حق‌التألیف را پرداخت کرد. انتشارات هارپر امتیاز خود را ـ کمی پیش از ورشکستگی ـ در ۱۸۹۹ به شرکت کتاب آمریکا فروخت.
از زمان انتشار این لغت‌نامه، بسیاری از ادیبانْ آن را به‌جهت خطاها و نارسایی‌هایش نقد کرده‌اند. بااین‌همه، به دلایل گوناگون، تا ۱۹۳۳ هیچ جایگزینی برای کتاب پیدا نشد تا آنکه فرهنگ لاتین آکسفورد منتشر شد، کتابی که در ۱۹۸۳ تکمیل شد. در ۲۰۲۰، ناشر جدیدی فرهنگ لوئیس و شرت را تجدیدچاپ کرد.
نسخه‌ی کامل این فرهنگ به‌صورت آنلاین در بسیاری از وبسایتها، از جمله کتابخانه دیجیتال پرسئوس، دردسترس است.

## مقایسه با دیگر فرهنگها
میان کلاسیک‌شناسان، فرهنگ لوئیس و شرت تا حد زیادی جای خویش را به فرهنگ لاتین آکسفورد (به اختصار OLD) داده‌است. فرهنگ لوئیس و شرت مواد و داده‌هایی را از فرهنگهای فعلیِ لاتین هم برگرفته، حال آنکه فرهنگ OLD ـ پیرو رویه‌ای مشابه آنِ فرهنگ معروف آکسفوردـ از صفر شروع کرده‌است. به‌لطف دسترسی فزایندهٔ نسخه‌های جدید، ویراستارانِ فرهنگِ OLD به طیف گسترده‌تری از آثار کلاسیک دسترسی داشته‌اند. در طرح OLD تصمیم گرفته شده بود که این لغت‌نامه مشتمل‌بر متون لاتینِ بعدتر از سال ۲۰۰ پس از میلاد نباشند؛ به استثنای مواردی کوچک و معدود. باآنکه کلاسیک‌شناسان هنوز فرهنگ لوئیس و شرت را توصیه می‌کنند، تمایلشان بر ترجیح دادن OLD است. فرهنگ لوئیس و شرت به‌خاطر مفهوم خالص تفاوتهای ظریف سبک انگلیسی در مواجهه‌با سبک لاتین، ارزش خود را حفظ کرده‌است ـ برخلاف OLD که به سبک ساده‌تر گرایش دارد ـ و همچنین به‌خاطر حساسیّت نقل‌قولهایش از متون کلاسیک لاتین.
تمرکز اولیهٔ فرهنگ لوئیس و شرت بر لاتین کلاسیک است نه آنِ قرون‌وسطایی. بااین‌حال، پژوهشگران قرون‌وسطی و رنسانس آن را توصیه می‌کنند، چه این فرهنگ قدری از لاتین نو و میانه را هم در خود دارد (هرچند حاوی نارسایی‌هایی باشد) و بهره‌گیری از لاتین کلاسیک به آنِ قرون‌وسطایی هم مربوط است. فرهنگ لوئیس و شرت (L&S) را با آنِ لیدل و اسکات به‌نام A Greek-English Lexicon که همتای یونانی‌اش است، اشتباه می‌گیرند؛ فرهنگ نامبرده را با سرواژهٔ LSJ نشان می‌دهند که از نام ویراستارانش گرفته شده: آقایان لیدل و اسکات و ویراستارِ نسخهٔ ۱۹۲۵ آقای جونز.